# 津田英三
津田英三（日语：／ Tsuda Eizō，1948年3月17日—），日本男性演員、配音員，出身於埼玉縣。

## 演出作品

### 電視劇
- 銀狼怪奇檔案（刑警）
- 白色之戀

### 電視動畫
1979年
- 宇宙超人（攝影師）※第2話
- Z超人（萬次郎老大）

1987年
- 愛的小婦人物語（印刷工人）

1988年
- 小公子西迪（道格拉斯）

1992年
- 法蘭德斯之犬 我的帕特羅許（雜貨店老闆）

1995年
- 依沙米大冒險（機關天狗（東上別府鷹丸））

1996年
- 超者萊汀（警衛）

1999年
- 魔術士歐菲 Revenge（凱瑞醫生）

2001年
- Z.O.E Dolores, i（基地司令）
- 棋靈王（塔矢行洋）

2002年
- 閃靈二人組（黑手黨）

2003年
- R.O.D -THE TV-（刑警）
- 萬花筒之星（凱文·漢米爾頓）
  - 萬花筒之星 嶄新之翼（凱文·漢米爾頓）
- 最遊記RELOAD（伯父）
- NARUTO（日向日足）

2004年
- 七武士（長老）
- 花右京女侍隊 La Verite（慈悲王家當家）
- 火鳥（須佐之男）

2006年
- 死亡代理人（奧瑪卡特爾）
- 怪俠佐羅利（紫海膽男爵）

2007年
- 獸神演武 H火鳥 (漫畫)ERO TALES（瑛烈）
- 鐵子之旅（車站員）

2008年
- 哥爾哥13（阿諾德·葛拉斯頓）
- 交響情人夢 巴黎篇（湯瑪·西蒙）

2009年
- 機巧魔神（奏的父親）
  - 機巧魔神2（奏的父親）
- 女王之刃 流浪的戰士（長老）

2010年
- 火影忍者疾風傳（日向日足）
- 交響情人夢 最終篇（湯瑪·西蒙）

2013年
- 翠星上的加爾岡緹亞（費蘭治）
- 惡魔高校D×D NEW（巴爾帕·伽利略）
- 噬血狂襲（克里斯多福·賈德修）

2014年
- 灰色的果實（榊道昭）

2015年
- 亞爾斯蘭戰記（巴夫利斯）
- 下流梗不存在的灰暗世界（鬼頭慶介）
- 名侦探柯南（細尾拓也 #804-805）

2016年
- Active Raid－機動強襲室第八課－（海堂）

2017年
- 有頂天家族2（八坂平太郎）
- 在地下城尋求邂逅是否搞錯了什麼 外傳 劍姬神聖譚（古伯紐）
- 咕嚕咕嚕魔法陣（德基特）
- Just Because!（陽斗的祖父）
- 泥鯨之子們在沙地上歌唱（ハクジ）
- 火影新世代BORUTO -NARUTO NEXT GENERATIONS-（日向日足）

2018年
- 霸穹 封神演義（元始天尊）
- 龍王的工作！（夜叉神弘天）
- 牙鬥獸娘（品田正信）
- 和風喫茶鹿楓堂（東極京之介）
- 銀河英雄傳說 Die Neue These 邂逅（托瑪·馮·史托克豪森）
- 天狼 Sirius the Jaeger（直江男爵）
- 黃金神威 第2期（攝影師）

2019
- 輝夜姬想讓人告白～天才們的戀愛頭腦戰～（四宮雁庵）
- Fairy Gone（雷·道恩）
- 艾梅洛閣下II世事件簿 -魔眼蒐集列車 Grace note-（卡拉博·佛藍普頓）
- 在地下城尋求邂逅是否搞錯了什麼II（卡姆）
- 籃球少年王（校長）
- Fairy Gone 第2期（雷·道恩）

2021
- Vivy -Fluorite Eye's Song-（林博士）

2022年
- 宝可梦 旅途（山梨博士）

### 動畫電影
2004年
- 蒸氣男孩

2015年
- 心靈想要大聲呼喊。（坂上八十八）

### 網路動畫
2023年
- PLUTO ～冥王～（天馬博士[1]）

### 外語配音
- 《超人力霸王葛雷》（史丹利‧海格）

## 外部連結
- （日語） 津田　英三

1. ↑  . Comic Natalie. 2023-09-06  [2023-09-06]. （原始内容存档于2023-09-06） （日语）.